# 에드워드 에버렛
에드워드 에버렛(Edward Everett, 1794년 4월 11일 ~ 1865년 1월 15일)은 미국의 정치인, 목회자, 외교관, 교육인과 연설자로 매사추세츠주의 하원, 상원, 주지사와 영국 주재 미국 공사 그리고 20대 국무장관을 지냈다.  그는 자신의 연설 실력들로 알려졌고 남북 전쟁 당시 유명한 연사였으며 자신의 이동 연설들을 통하여 국민들에게 반전 감정을 부추겼다.  매우 신중한 학생이었던 에버렛은 하버드 대학교를 졸업하고 그후에 목회자직을 수행하였다. 브래틀 스트리트 교회에서 목회자로 일했던 동안 그는 인기있는 설교자가 되었다.  그는 자신의 경력에서 한 단계 더 나아가 유럽을 통하여 전체 여행을 다니고 새로운 언어들과 고대의 법과 문학을 매우는 데 기회와 함께 자신을 마련한 하버드 대학교에서 그리스어 문학과의 교수로서 일하였다.  그는 정보에 입각한 전망과 함께 귀국하여 미국의 교육 제도에 유럽의 교육 기술들을 가져왔다.  이때까지 그는 경력 변화를 만들고 연방 하원이 되는데 자신에게 기회가 주어졌기 때문에 잘 알려진 공공 연설자가 되었다.  그 후에 그는 국민공화당원, 매사추세츠주지사, 영국 주재 공사와 국무장관 같은 다양한 수용력에서 많은 세월 동안 활동적이었다.  그의 연설들과 정치에 관한 상식과 문학은 그가 수많은 세월 동안 또한 "뉴욕 레저"를 위한 시사평론가로서 일을 했던 것으로 매우 깊었다.

## 어린 시절
매사추세츠주 도체스터에서 올리버 에버렛과 루시 힐에게 태어났다.  에드워드의 부친은 뉴사우스 교회의 목사였으며 에버렛이 8세때 사망하였다.  그후에 그는 보스턴에서 모친과 살러 갔다.
에버렛은 보스턴에 있는 지방 학교들을 가녔으나 곧 에지키엘 웹스터의 사립 학교로 옮겨졌다.  13세때 그는 하버드 칼리지로 보내져 4년 후에 수석졸업생으로서 졸업하였다.

## 경력
17세의 나이에 에버렛은 하버드 대학교 총장의 보호 아래 목회를 전공하여 1813년 문학박사를 받았다.  직후 그는 브래틀 스트리트 교회에서 목회자로서 일하여 인기있는 연사가 되었다.
1814년 그는 유럽을 전체 여행을 다니며 프랑스어, 독일어, 그리스 미술, 로마법 등을 수학하는 데 자신이 승인된 것 아래 하버드에서 그리스 문학의 교수로서 지위를 확보하였다.
에버렛은 자신의 교육 의무를 재개하여 자신의 유럽 여행에서 배웠던 것을 전부 미국의 교육 제도로 합동하였다.  이어진 해에 그는 "노스 아메리칸 리뷰"의 편집자가 되었다.
1822년까지 그는 공공 연설자와 설교자로서 인기를 얻기 시작하여 이 시간 동안 독립을 위하여 그리스인들의 분투를 여기는 유명한 연설을 이루었다.
에버렛의 경력 공로는 1824년 하버드에서 "미국에서 문학의 유리한 진행 상황"에 연설을 했을 때 변하였다.  연설과 인상을 받은 그는 미국 하원을 위한 후보로 만들어졌다.
그는 1834년 휘그당이 된 국민공화당원으로서 4개의 추가적 기간들로 재선되었다.  의회에 지낸 동안 에버렛은 외교 하원 위원회와 도서관·공공 건물 위원회에 지냈다.
에버렛은 하원에서 절차가 진행되는 방식으로 조정할 수 없으면서 1835년 의회로부터 은퇴하였다.  그는 대신 매사추세츠주지사가 되는 데 선택하여 자신의 재직 동안 그는 학교 교육 제도에서 향상들을 이루었다.
1839년 그는 선거에서 패하여 주지사로서 자신의 영광의 세월은 끝나게 되었고, 이듬해 그는 국무장관의 추천 아래 영국 주재 공사로 임명되었다.
자신이 하버드 대학교의 총장으로서 숙고되었던 동안 영국 주재 공사로서 그의 기간은 1845년에 끝났다.  이어진 해에 자신이 관련된 일종의 노력에 관하여 의심이 많았어도 그는 총장직을 받아들였다.
그는 3년 동안 하버드 대학교의 총장으로서 자신의 시간을 지냈으나 그의 직업은 지루했고 시설을 관리하는 데 충분한 방책들이 없었다.  에버렛은 파괴적인 학생들과 지속적으로 문제를 가졌다.
1849년 에버렛은 대니얼 웹스터가 그의 기간 중에 사망했을 때 국무장관으로 임명되었다.  그는 밀러드 필모어 대통령에 의하여 정계로 복귀하여 장관직을 취하는 데 요구되었다.
매사추세츠주 휘그당의 당수들은 그가 아직도 국무장관을 지내고 있던 동안 미국 상원 직위를 위하여 나가는 데 에버렛을 설득하였다.  1853년 그는 상원직을 취하였으나 한해 안에 그는 사임하였다.
정계와 자신의 업무를 끝낸 후, 에버렛은 1850년대에 "뉴욕 레저"를 위하여 주간 시사평론을 쓰기 시작하였고 1860년대까지 그는 다양한 정치 문제들에 사람들 사이에 인식을 높이는 데 활동적으로 일하였다.
그는 자신의 삶의 종말을 향해조차 정치적 문제들에 지속적으로 감동적인 연설을 하였다.  1863년 그는 펜실베이니아주 게티스버그에 있는 군사 묘지에서 남북 전쟁이 일어난 동안 상대방이 화해할 수 있는 방법에 연설을 하였다.

## 주요 업적
매사추세츠주지사로서 에버렛은 주의 교육청을 소개하고, 철도 시스템의 확장을 승인하고 메인주와 이웃하는 캐나다의 주 사이에 경계 긴장을 진정시키는 등 사회에서 주요 변화들을 가져왔다.

## 개인 생활과 유산
에버렛은 1822년 샬럿 그레이 브룩스에게 결혼하였다.  브룩스는 부유한 집안에 속하였으며 에버렛의 정치적 노력들은 재정적으로 그녀의 가족에 의하여 성원되었다.  부부는 함께 6명의 자녀를 두었다.
1865년 에버렛은 보스턴에서 연설을 하던 동안 감기에 걸려 6일 후에 자신의 사망의 이유가 되었고, 그는 케임브리지에 있는 마운트 오번 묘지에서 화장되었다.

## 트리비아
- 에버렛이 태어난 도체스터 근처에는 그의 이름을 딴 광장이 있다.

- 1860년 그는 〈조지 워싱턴의 생애〉로 불린 책을 저서하였다.

- 하버드 대학교의 총장으로 일했던 동안 그는 다수의 병을 겪었는 데 그중에 그가 직무로부터 사임해야 했기 때문이었던 전립선암과 관련된 것이 있었다.

## 역대 선거 결과
| 선거명      | 직책명                          | 대수 | 정당       | 득표율  | 득표수 (선거인단) | 결과 | 당락                        |
| ----------- | ------------------------------- | ---- | ---------- | ------- | ----------------- | ---- | --------------------------- |
| 1824년 선거 | 하원의원 (메사추세츠 제4선거구) | 19대 | 국민공화당 | 58.45%  | 1,909표           | 1위  | 메사추세츠 주 하원의원 당선 |
| 1826년 선거 | 하원의원 (메사추세츠 제4선거구) | 20대 | 국민공화당 | 100.00% | 1,292표           | 1위  | 메사추세츠 주 하원의원 당선 |
| 1828년 선거 | 하원의원 (메사추세츠 제4선거구) | 21대 | 국민공화당 | 74.23%  | 3,004표           | 1위  | 메사추세츠 주 하원의원 당선 |
| 1830년 선거 | 하원의원 (메사추세츠 제4선거구) | 22대 | 국민공화당 | 83.60%  | 2,176표           | 1위  | 메사추세츠 주 하원의원 당선 |
| 1833년 선거 | 하원의원 (메사추세츠 제4선거구) | 23대 | 국민공화당 | 78.34%  | 2,413표           | 1위  | 메사추세츠 주 하원의원 당선 |
| 1835년 선거 | 매사추세츠 주지사               | 15대 | 휘그당     | 57.86%  | 37,555표          | 1위  | 매사추세츠 주지사 당선      |
| 1836년 선거 | 매사추세츠 주지사               | 15대 | 휘그당     | 53.78%  | 42,160표          | 1위  | 매사추세츠 주지사 당선      |
| 1837년 선거 | 매사추세츠 주지사               | 15대 | 휘그당     | 60.31%  | 50,565표          | 1위  | 매사추세츠 주지사 당선      |
| 1838년 선거 | 매사추세츠 주지사               | 15대 | 휘그당     | 54.97%  | 51,642표          | 1위  | 매사추세츠 주지사 당선      |
| 1839년 선거 | 매사추세츠 주지사               | 16대 | 휘그당     | 49.70%  | 50,725표          | 2위  | 낙선                        |
| 1852년 선거 | 상원의원 (매사추세츠 제2부)     | 33대 | 휘그당     | 100.00% | 1표               | 1위  | 매사추세츠주 상원의원 당선  |
| 1857년 선거 | 상원의원 (매사추세츠 제1부)     | 35대 | 무소속     | 0.26%   | 1표               | 8위  | 낙선                        |
| 1860년 선거 | 미국의 부통령                   | 15대 | 입헌연합당 | 12.62%  | 590,631표 (39명)  | 3위  | 낙선                        |